# Michael Alison
Michael James Hugh Alison (27 de junho de 1926 - 28 de maio de 2004) foi um político conservador britânico.
Ele serviu como Membro do Parlamento por Barkston Ash a partir das eleições gerais de 1964 até que esse círculo eleitoral fosse abolido para as eleições gerais de 1983, e depois pelo círculo eleitoral de Selby que o substituiu, de 1983 até que ele deixou o cargo nas eleições gerais de 1997.
Ele ocupou vários cargos ministeriais juniores sob Margaret Thatcher, incluindo servindo como seu secretário privado parlamentar (1983-87) e como ministro de Estado (Northern Ireland Office 1979-81, Department of Employment 1981-83). Por dez anos, a partir de 1987, ele foi o comissário da Segunda Igreja.